# پاپ‌کورن (ایندیانا)
پاپ کورن (به انگلیسی: Popcorn) یک منطقهٔ مسکونی در ایالات متحده آمریکا است که در شهرستان لارنس، ایندیانا واقع شده‌است. پاپ کورن ۱۹۸٫۱۲ متر بالاتر از سطح دریا واقع شده‌است.